# Península Brodeur

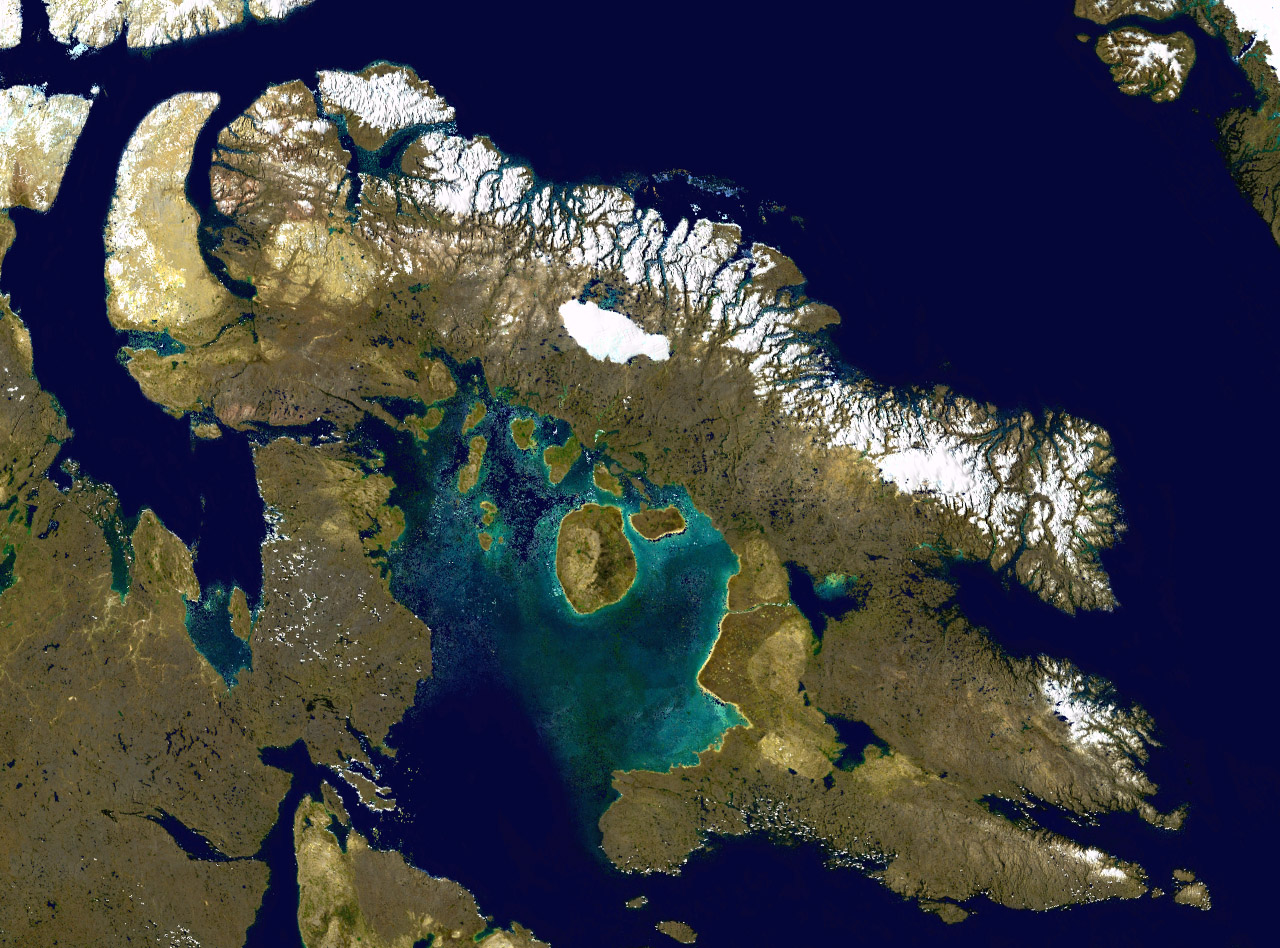
Nesta imagem de satélite da ilha de Baffin, vê-se a península Brodeur na parte noroeste

A Península Brodeur ou Península de Brodeur é uma península desabitada na ilha de Baffin na Região de Qikiqtaaluk de Nunavut, Canadá. Fica na parte noroeste da ilha, tem 310 km de comprimento por 170 km de largura, num total de 28 000 km2 de área, e é rodeada pelo Estreito do Príncipe Regente, Estreito de Lancaster, e Estreito do Almirantado. A península está ligada ao resto da ilha de Baffin por um apertado istmo.